# Borawli
Der Borawli ist ein 812 m hoher Stratovulkan in Äthiopien in der Danakilsenke der Afar-Region unmittelbar östlich des Afrerasees, nahe der Grenze zu Eritrea.
Der aus dem Holozän stammende Vulkan befindet sich in einer der seismisch aktivsten Zonen der Erde, dem großen afrikanischen Grabenbruch, und ist Bestandteil der vulkanischen Tat-Ali-Kette. 
Der obere Teil des Berges besteht aus trachytischen Lavaströmen, die ältere basaltische Lavaströme überlagern. Rhyolithische Obsidian-Lavadome auf seiner Südseite könnten die Ursache für die in der ganzen Region des Afrerasees auffindbaren Bims-Lapilli sein. 
Der Borawli ist gegenwärtig nicht aktiv, das Datum seines letzten Ausbruchs ist nicht bekannt.